# Takako Tezukaová
Takako Tezukaová (japonsky 手塚 貴子, * 6. listopadu 1970 Ucunomija) je bývalá japonská fotbalistka.

## Reprezentační kariéra
Za japonskou reprezentaci v letech 1986 až 1991 odehrála 41 reprezentačních utkání. Byla členkou japonské reprezentace i na Mistrovství světa ve fotbale žen 1991.

## Statistiky
| Japonsko | Japonsko | Japonsko |
| Roky     | Záp.     | Góly     |
| -------- | -------- | -------- |
| 1986     | 10       | 1        |
| 1987     | 4        | 0        |
| 1988     | 3        | 1        |
| 1989     | 9        | 6        |
| 1990     | 4        | 6        |
| 1991     | 11       | 5        |
| Celkem   | 41       | 19       |

## Úspěchy

### Reprezentační
- Mistrovství Asie:  1986, 1991;  1989